# استقلال ۷–۱ تراکتور
مسابقه استقلال ۷-۱ تراکتور ، آخرین مسابقه فوتبال از هفته سی ام (هفته پایانی) لیگ برتر فوتبال ایران ۰۲–۱۴۰۱ بین تیم‌های استقلال و تراکتور بود که در روز پنجشنبه در تاریخ ۱۸ مه ۲۰۲۳ معادل ۲۸ اردیبهشت ۱۴۰۲، در ورزشگاه آزادی، در شهر تهران کشور ایران، برگزار شد. استقلال در پایان با نتیجه ۷ بر ۱ برابر تراکتور پیروز شد تا به این ترتیب سنگین‌ترین شکست تاریخ تراکتور از زمان تاسیسش در سال ۱۳۴۹ و پرگل ترین نتیجه لیگ برتر فوتبال ایران از ۱۳۸۶ به وقوع بپیوندد.
همچنین تا قبل از این مسابقه نیز رکورد سنگین ترین شکست تراکتور سه شکست با اختلاف چهار گل در برابر باشگاه فوتبال استقلال بود ؛ اولین شکست ۵ بر ۱ در جریان لیگ آزادگان ۷۸–۱۳۷۷ و در تاریخ ۱۳ مرداد ۱۳۷۷ با پوکر علیرضا اکبرپور و تک گل علی باغمیشه برای استقلال در برابر تک گل فرد ملکیان برای تراکتور سازی آذربایجان را در ورزشگاه آزادی تهران ، مغلوب کرد ؛ دومین شکست ۵ بر ۱ نیز در جریان لیگ آزادگان ۸۰–۱۳۷۹ و در تاریخ ۲۷ بهمن ۱۳۷۹ با بریس علی سامره و گلهای فرزاد مجیدی ،  مجاهد خذیراوی و احمد مؤمن‌زاده برای استقلال در برابر تک گل آرائیک مارکوسیان برای تراکتور رقم خورد ؛ همچنین سومین شکست با نیز در جریان لیگ برتر فوتبال ایران ۸۱–۱۳۸۰ رقم خورد جایی که تراکتور در ورزشگاه آزادی تهران با نتیجه ۴-۰ و با گلهای محمد نوازی (پنالتی)، سیروس دین‌محمدی، یدالله اکبری و فرزاد مجیدی در برابر استقلال تن به شکست داد . لازم به ذکر است بسیاری از منابع از این مسابقه با عنوان نتیجه ای برای ثبت در تاریخ یاد کردند.

## جزئیات
| تراکتور        | ۷-۱   | استقلال |
| -------------- | ----- | --- |
| محمد قنبری ۵۹' | گزارش | مهدی قایدی ۱۷' (پنالتی) · مهدی قایدی ۴۳' (امیرارسلان مطهری ) · ابوالفضل جلالی ۴۵+۱' · مهدی قایدی ۶۱' · محمدحسین مرادمند ۷۵' (آرش رضاوند ) · محمد محبی ۸۲' (جعفر سلمانی ) · |